# Dutum
Dutum ist ein Ortsteil im Südwesten der Stadt Rheine. Dutum hat 3.631 Einwohner (31. Dezember 2017). Westlich der B 70 ist Dutum ländlich geprägt, östlich davon dichter bebaut (u. a. Wohnpark Dutum) und mit dem Nachbarstadtteil Dorenkamp zusammengewachsen. 

## Ortsname
Der Ort, eine Dorfbauernschaft, soll – nach allgemeiner Annahme der Namenforscher – wie alle Orte, deren Namen auf „heim“ enden, im Zuge „fränkischer Staatskolonisation“ entstanden sein (im 12. Jahrhundert Duttenheim). Der fränkische König Karl der Große pflegte im Verlauf des Sachsenkrieges im Umkreis von Burgen oder strategisch wichtigen Punkten fränkische Siedlungen anzulegen. Er siedelte Angehörige der Besatzungstruppen (im Sachsenland) als Bauern an. Solche heim-Ortsnamen gibt es zahlreich auch im Gebiet von Rheine links der Ems. Es sind fast überall Namen für Eschsiedlungen, die in Urkunden schon im 12. Jh. genannt werden. Das gilt sowohl für Dutum als auch für den heutigen Rheiner Ortsteil Wadelheim, den Nachbarorten Landersum (1032 Landrikashem), und andere.